# Józef Wincenty Piłsudski
Józef Wincenty Piotr Piłsudski herbu własnego (ur. 22 lutego 1833 w Rapszanach, zm. 2 kwietnia?/15 kwietnia 1902 w Petersburgu) – polski ziemianin, ojciec marsz. Józefa Piłsudskiego.
Józef Wincenty Piotr Piłsudski herbu Kościesza odmiana Piłsudski urodził się 22 lutego 1833 w Rapszanach w powiecie wiłkomierskim jako syn Piotra Pawła Piłsudskiego i Teodory Urszuli Otylii z Butlerów. Został ochrzczony 24 lutego tego samego roku. Rodzicami chrzestnymi byli Wincenty Butler z żoną, Tadeusz Butler z żoną, Waleria Butler i Elżbieta Michałowska. Chodził do gimnazjum w Krożach i szkoły w Wiłkomierzu. Studiował agronomię w Instytucie Agronomicznym w Horyhorkach w obwodzie mohylewskim. Podczas powstania styczniowego był komisarzem rządu powstańczego na powiat kowieński. 22 kwietnia 1863 r. w Tenenianach w okręgu tauroskim ożenił się z Marią z Billewiczów h. Mogiła, która w posagu wniosła cztery majątki (ok. 12 000 ha), m.in. Adamowo i Zułów oraz kilkaset tysięcy rubli. W 1874 r. dwór i zabudowania należące do majątku w Zułowie całkowicie spłonęły i rodzina musiała przenieść się do Wilna. W związku z działalnością antycarską i aresztowaniem Bronisława Piłsudskiego (starszego brata Józefa Piłsudskiego), Piłsudscy musieli sprzedać cały swój majątek rodowy, by zapłacić i tym samym zamienić karę śmierci na 15 lat ciężkich prac i zsyłkę na wyspę Sachalin. 
Józef Wincenty i Maria mieli dwanaścioro dzieci:
- Helena Piłsudska (1864–1917)
- Zofia Kadenacowa (1865 – 3 lutego 1935, żona dr. med. Bolesława Kadenacego; pochowana w Wilnie, na cmentarzu Bernardyńskim[3][4])
- Bronisław Piłsudski
- Józef Piłsudski
- Adam Piłsudski
- Kazimierz Piłsudski
- Maria Juchniewiczowa (1873–1921), żona Cezarego Juchniewicza
- Jan Piłsudski
- Ludwika Majewska (1879–1924), żona Leona Majewskiego; pochowana w Wilnie, na cmentarzu Na Rossie
- Kacper Piłsudski (1881–1915)[5]
- Piotr Piłsudski (1882–1884), brat bliźniak Teodory[6]
- Teodora Piłsudska (1882–1884), siostra bliźniaczka Piotra[6]

## Genealogia
| Praprapradziadkowie | Jan Kazimierz Piłsudski (1614–1710) ∞ Ewa Prejkint                                    | Pancerzyński ∞ NN                                                                     | książę Puzyna ∞ NN                                                                    | NN ∞ NN                                                                               | Billewicz ∞ NN                                                                        | NN ∞ NN                                                                               | książę Połubiński ∞ NN                                                                | NN ∞ NN                                                                               | Ernest-Alexander Butler ∞ Anna Eufrozyna Hondorf                                      | Kościałkowski ∞ NN                                                                    | Petrulewicz ∞ NN                                                                      | NN ∞ NN                                                                               | Billewicz ∞ NN                                                                        | NN ∞ NN                                                                               | NN ∞ NN                                                                               | NN ∞ NN                                                                               |
| Prapradziadkowie    | Roch Mikołaj Piłsudski (1683–1711) ∞ 1715 Małgorzata Pancerzyńska                     | Roch Mikołaj Piłsudski (1683–1711) ∞ 1715 Małgorzata Pancerzyńska                     | książę Piotr Puzyna ∞ NN                                                              | książę Piotr Puzyna ∞ NN                                                              | Billewicz ∞ NN                                                                        | Billewicz ∞ NN                                                                        | książę Połubiński ∞ NN                                                                | książę Połubiński ∞ NN                                                                | Andrzej Butler ∞ Kościałkowska                                                        | Andrzej Butler ∞ Kościałkowska                                                        | Petrulewicz ∞ NN                                                                      | Petrulewicz ∞ NN                                                                      | Billewicz ∞ NN                                                                        | Billewicz ∞ NN                                                                        | NN ∞ NN                                                                               | NN ∞ NN                                                                               |
| Pradziadkowie       | Kazimierz Ludwik Piłsudski ∞ 1750 księżniczka Rozalia Puzyna                          | Kazimierz Ludwik Piłsudski ∞ 1750 księżniczka Rozalia Puzyna                          | Kazimierz Ludwik Piłsudski ∞ 1750 księżniczka Rozalia Puzyna                          | Kazimierz Ludwik Piłsudski ∞ 1750 księżniczka Rozalia Puzyna                          | Walerian Billewicz (zm. ok. 1785) ∞ księżniczka Połubińska                            | Walerian Billewicz (zm. ok. 1785) ∞ księżniczka Połubińska                            | Walerian Billewicz (zm. ok. 1785) ∞ księżniczka Połubińska                            | Walerian Billewicz (zm. ok. 1785) ∞ księżniczka Połubińska                            | Ignacy Butler ∞ Elżbieta Petrulewicz                                                  | Ignacy Butler ∞ Elżbieta Petrulewicz                                                  | Ignacy Butler ∞ Elżbieta Petrulewicz                                                  | Ignacy Butler ∞ Elżbieta Petrulewicz                                                  | Billewicz ∞ NN                                                                        | Billewicz ∞ NN                                                                        | Billewicz ∞ NN                                                                        | Billewicz ∞ NN                                                                        |
| Dziadkowie          | Kazimierz Piłsudski (1750–1820) ∞ Anna Billewicz (1761–1837)                          | Kazimierz Piłsudski (1750–1820) ∞ Anna Billewicz (1761–1837)                          | Kazimierz Piłsudski (1750–1820) ∞ Anna Billewicz (1761–1837)                          | Kazimierz Piłsudski (1750–1820) ∞ Anna Billewicz (1761–1837)                          | Kazimierz Piłsudski (1750–1820) ∞ Anna Billewicz (1761–1837)                          | Kazimierz Piłsudski (1750–1820) ∞ Anna Billewicz (1761–1837)                          | Kazimierz Piłsudski (1750–1820) ∞ Anna Billewicz (1761–1837)                          | Kazimierz Piłsudski (1750–1820) ∞ Anna Billewicz (1761–1837)                          | Wincenty Butler (1771–1843) ∞ Małgorzata Billewicz (zm. ok. 1861)                     | Wincenty Butler (1771–1843) ∞ Małgorzata Billewicz (zm. ok. 1861)                     | Wincenty Butler (1771–1843) ∞ Małgorzata Billewicz (zm. ok. 1861)                     | Wincenty Butler (1771–1843) ∞ Małgorzata Billewicz (zm. ok. 1861)                     | Wincenty Butler (1771–1843) ∞ Małgorzata Billewicz (zm. ok. 1861)                     | Wincenty Butler (1771–1843) ∞ Małgorzata Billewicz (zm. ok. 1861)                     | Wincenty Butler (1771–1843) ∞ Małgorzata Billewicz (zm. ok. 1861)                     | Wincenty Butler (1771–1843) ∞ Małgorzata Billewicz (zm. ok. 1861)                     |
| Rodzice             | Piotr Paweł Piłsudski (1794–1851) ∞ 1832 hrabianka Teodora Urszula Butler (1811–1886) | Piotr Paweł Piłsudski (1794–1851) ∞ 1832 hrabianka Teodora Urszula Butler (1811–1886) | Piotr Paweł Piłsudski (1794–1851) ∞ 1832 hrabianka Teodora Urszula Butler (1811–1886) | Piotr Paweł Piłsudski (1794–1851) ∞ 1832 hrabianka Teodora Urszula Butler (1811–1886) | Piotr Paweł Piłsudski (1794–1851) ∞ 1832 hrabianka Teodora Urszula Butler (1811–1886) | Piotr Paweł Piłsudski (1794–1851) ∞ 1832 hrabianka Teodora Urszula Butler (1811–1886) | Piotr Paweł Piłsudski (1794–1851) ∞ 1832 hrabianka Teodora Urszula Butler (1811–1886) | Piotr Paweł Piłsudski (1794–1851) ∞ 1832 hrabianka Teodora Urszula Butler (1811–1886) | Piotr Paweł Piłsudski (1794–1851) ∞ 1832 hrabianka Teodora Urszula Butler (1811–1886) | Piotr Paweł Piłsudski (1794–1851) ∞ 1832 hrabianka Teodora Urszula Butler (1811–1886) | Piotr Paweł Piłsudski (1794–1851) ∞ 1832 hrabianka Teodora Urszula Butler (1811–1886) | Piotr Paweł Piłsudski (1794–1851) ∞ 1832 hrabianka Teodora Urszula Butler (1811–1886) | Piotr Paweł Piłsudski (1794–1851) ∞ 1832 hrabianka Teodora Urszula Butler (1811–1886) | Piotr Paweł Piłsudski (1794–1851) ∞ 1832 hrabianka Teodora Urszula Butler (1811–1886) | Piotr Paweł Piłsudski (1794–1851) ∞ 1832 hrabianka Teodora Urszula Butler (1811–1886) | Piotr Paweł Piłsudski (1794–1851) ∞ 1832 hrabianka Teodora Urszula Butler (1811–1886) |
|                     | Józef Wincenty Piłsudski (1833–1902)                                                  |                                                                                       |                                                                                       |                                                                                       |                                                                                       |                                                                                       |                                                                                       |                                                                                       |                                                                                       |                                                                                       |                                                                                       |                                                                                       |                                                                                       |                                                                                       |                                                                                       |                                                                                       |